# Bristol Coanda Monoplanes
Los Bristol Coanda Monoplanes fueron una serie de entrenadores monoplanos diseñados por el diseñador rumano Henri Coandă para la compañía británica British and Colonial Aeroplane Company.
A partir de 1912 se construyeron varias versiones del avión, tanto con cabinas en tándem como con cabinas una al lado de la otra. El Ministerio de Guerra compró varios de ellos para utilizarlos como aviones de entrenamiento en el Real Cuerpo Aéreo. Las compras internacionales se realizaron por parte de Italia y Rumania. Un ejemplar perdura en el Museo de Aeronáutica Gianni Caproni, Trento, Italia.

## Diseño y desarrollo

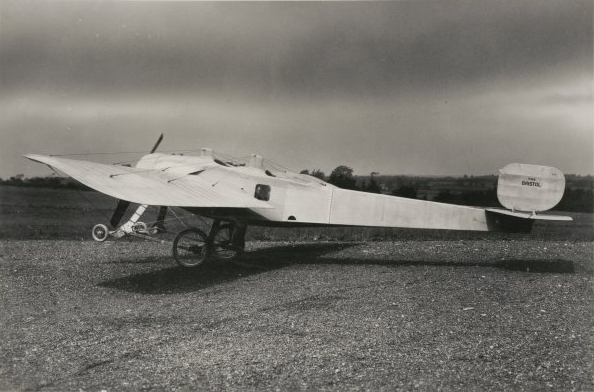
Un Bristol Coanda en 1912.

El diseñador de aviones rumano Henri Coandă se unió a Bristol en enero de 1912. Su primer diseño para Bristol fue un entrenador monoplano biplaza, un desarrollo del Bristol Prier Monoplane, controlado por deformación alar. El primer prototipo voló en marzo de 1912. Siguieron una serie de aviones similares, con cabinas en tándem y una al lado de la otra, conocidos como School Monoplane y Side by Side Monoplane.
Se construyó un derivado más potente para participar en un concurso para proporcionar aviones al Ministerio de Guerra británico. Se construyeron dos aviones, conocidos como Competition Monoplanes, que se inscribieron en la competición, junto con dos biplanos Bristol Gordon England. Los aviones fueron pilotados por Harry Busteed, piloto de pruebas de Bristol, y James Valentine.
Los aviones obtuvieron buenos resultados en la competición, obtuvieron el quinto lugar y fueron descritos en ese momento como "bien diseñados y bien construidos", aunque fueron criticados por ser "pesados para la superficie del ala" y estar carentes de potencia. Esto dio lugar a que el Ministerio de Guerra los comprase para utilizarlos como aviones de entrenamiento por el Real Cuerpo Aéreo. Estos dos aviones formaron la base para un entrenador militar revisado, el Military Monoplane, que tenía una envergadura mayor.
El Military Monoplane sirvió más tarde de base para el Bristol TB.8, y varios de ellos fueron reconstruidos para convertirse en TB.8.

## Historial operacional

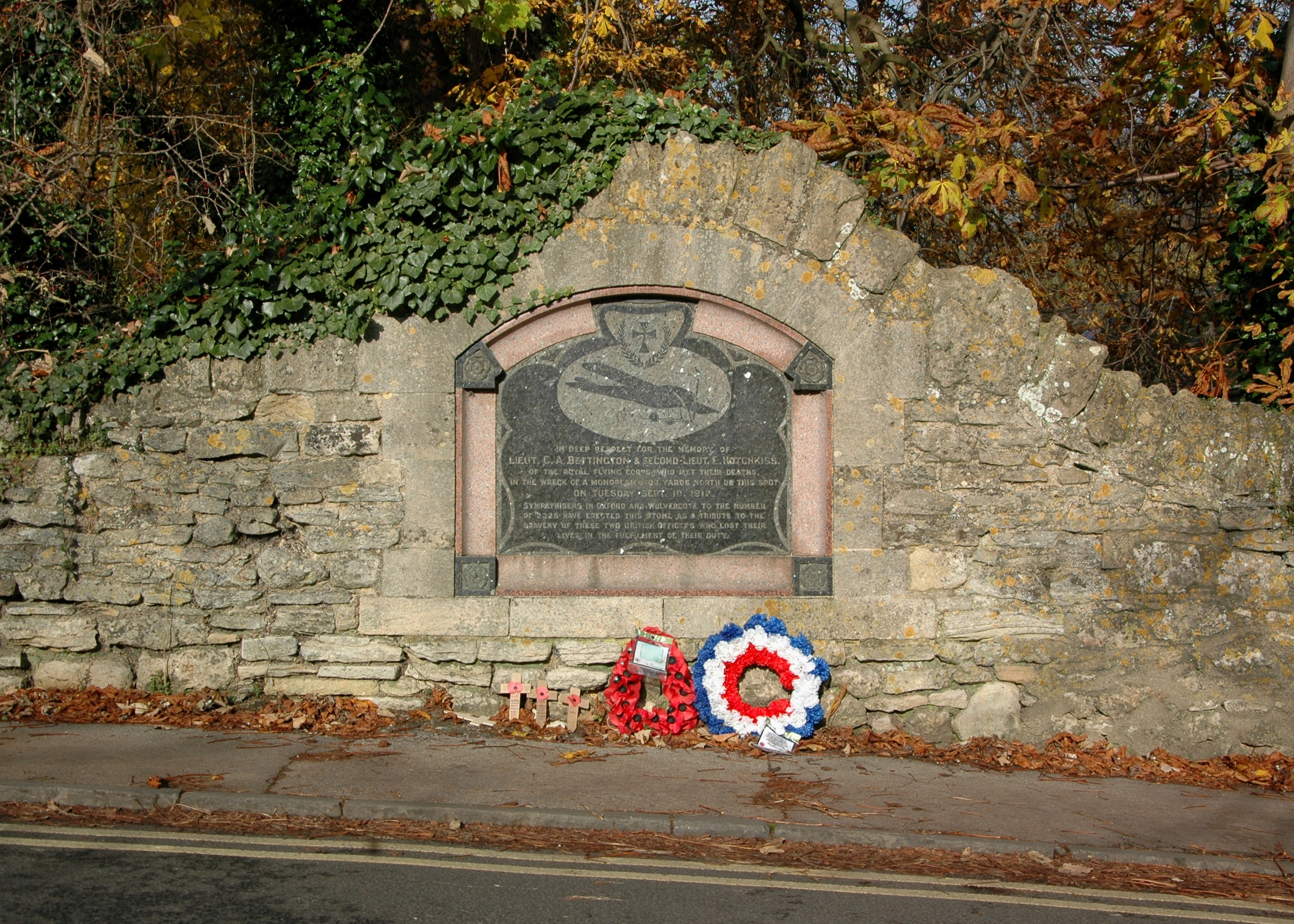
Monumento en Wolvercote, Oxfordshire, a los tenientes Edward Hotchkiss y Claude Bettington, muertos en un accidente de Bristol Coanda en 1912.

Los primeros monoplanos School y Side by Side entraron en servicio en las escuelas de vuelo operadas por Bristol en Larkhill y Brooklands. Se vendieron un avión School y dos aviones Side by Side a Italia, y cuatro aviones School y tres aviones Side by Side a Rumania.
Los dos Competition Monoplane fueron adquiridos por el Ministerio de Guerra después de la Competición de Aviones Militares y fueron utilizados como entrenadores por el RFC. Sin embargo, el 10 de septiembre de 1912, uno de los Competition Monoplane se estrelló en Godstow Road, Lower Wolvercote, Oxfordshire, muriendo a los tenientes Edward Hotchkiss y Claude Bettington. Si bien se debió a que uno de los cables de arriostramiento se desprendió, resultó en una prohibición de vuelo de cinco meses a todos los monoplanos por parte del ala militar del RFC.
A pesar de esta prohibición, Rumania e Italia compraron Military Monoplane y se concedió una licencia de producción a Caproni (aunque esta licencia fue posteriormente cancelada y Caproni solo construyó dos ejemplares).

## Variantes

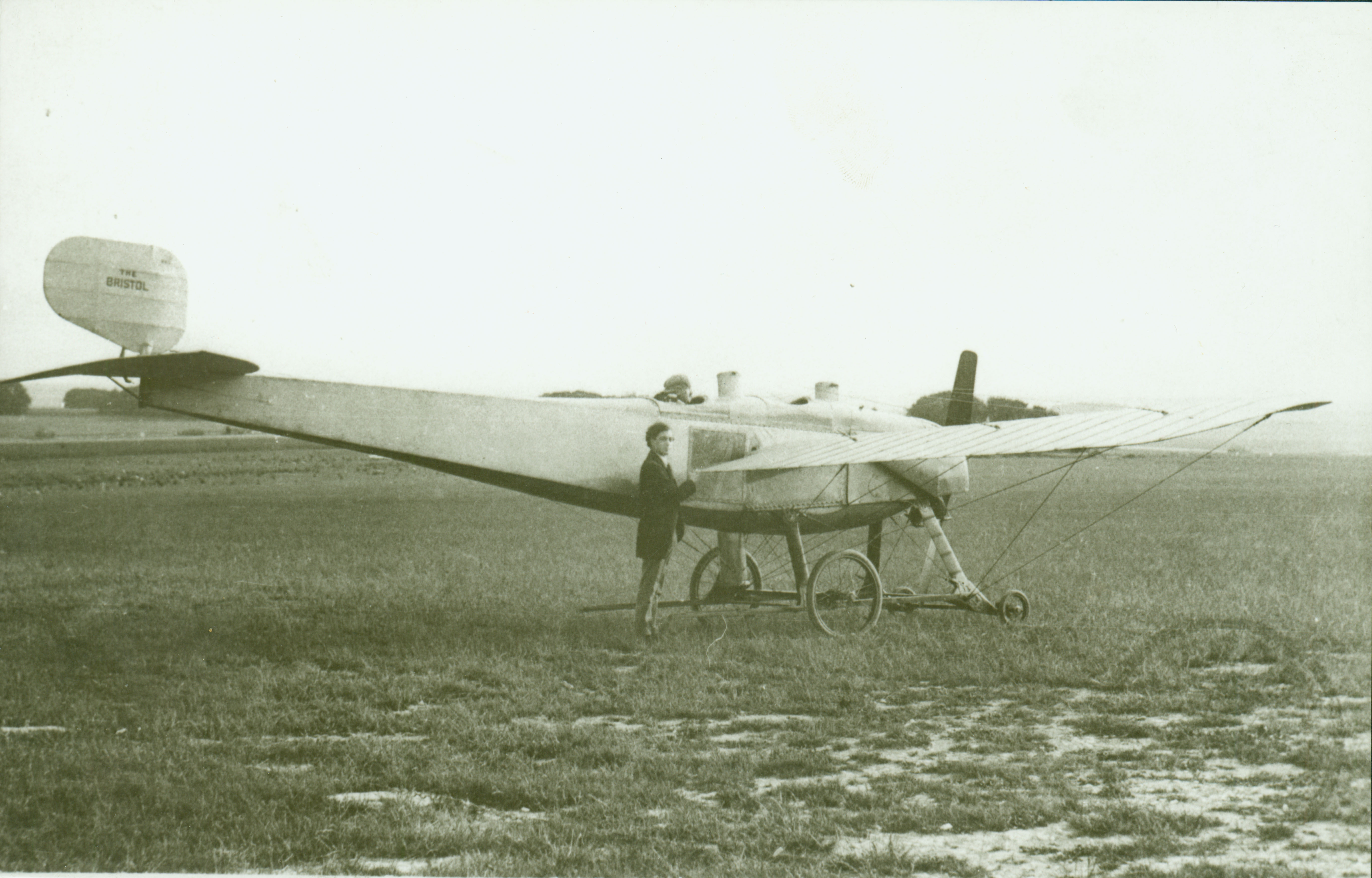
Un Bristol Coanda en 1912.

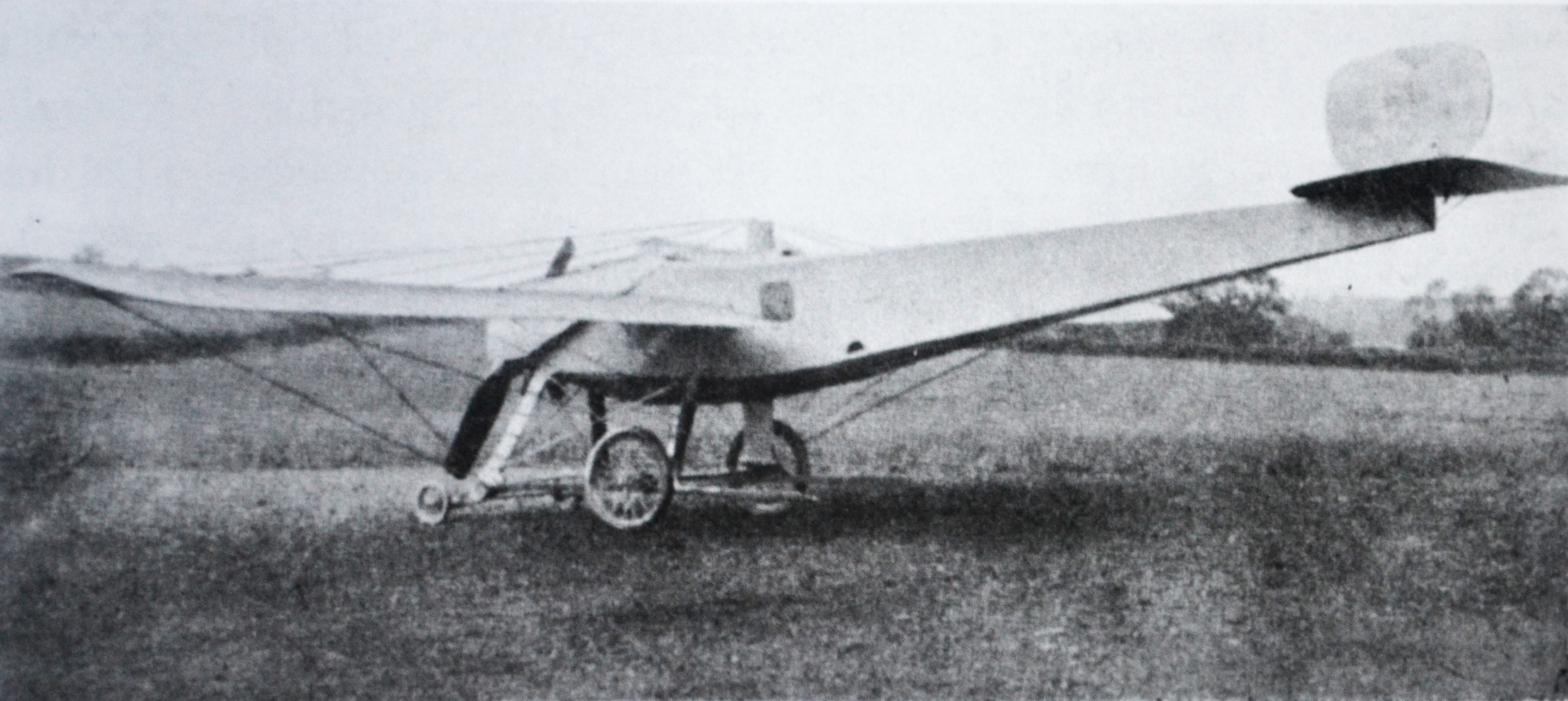
Un Caproni-Bristol en 1913.

School Monoplane
Avión de entrenamiento con cabinas en tándem. Propulsado por un motor Gnome de 40 kW (50 hp). Seis construidos.
Side by Side Monoplane
Avión de entrenamiento con cabinas lado a lado. Propulsado por un motor Gnome de 40 kW (50 hp). Seis construidos.
Competition Monoplane
Dos aviones construidos para el Concurso de Aviones Militares del Ministerio de Guerra. Propulsados por un motor Gnome de 60 kW (80 hp).
Daimler Monoplane
Un solo avión propulsado por un motor Daimler de 50 kW (70 hp). Con sobrepeso y sin éxito.
Military Monoplane
Desarrollo mejorado del Competition Monoplane con mayor envergadura. Propulsado por un motor Gnome de 60 kW (80 hp). 21 construidos.

## Operadores
Reino de Italia
- Corpo Aeronautico Militare

 Rumania
- Cuerpo Aéreo Rumano

 Reino Unido
- Real Cuerpo Aéreo

## Aeronaves en exhibición

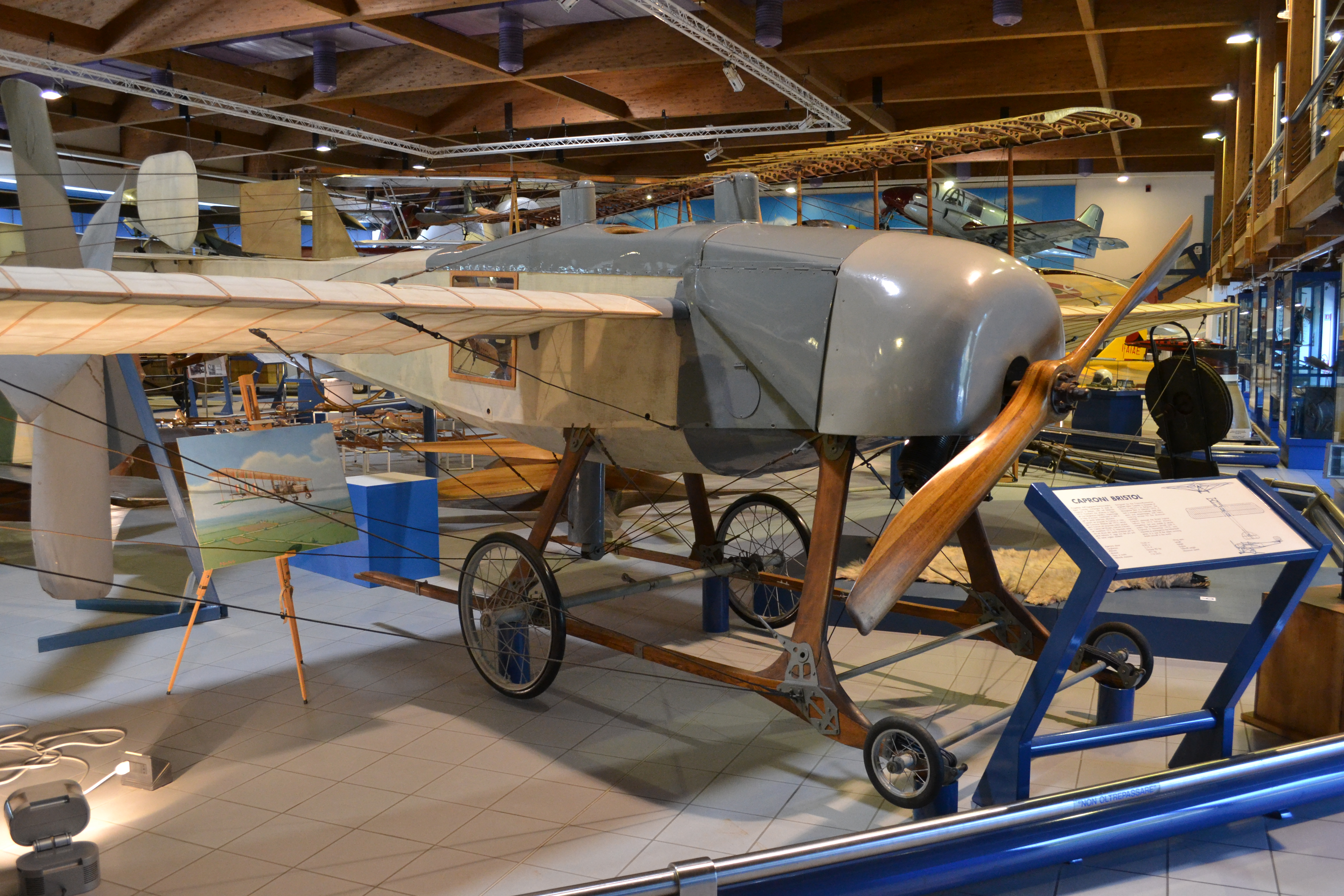
Monoplano Caproni Bristol en el Museo de Aeronáutica Gianni Caproni, Trento, Italia.

Un único Bristol Coanda Monoplane sobrevive en el Museo de Aeronáutica Gianni Caproni, Trento, Italia, siendo el avión Bristol más antiguo que aún existe. Este avión era un patrón enviado a Caproni como base para su producción bajo licencia, nunca fue volado, pero fue restaurado como un ejemplar completo para exhibirlo en el museo 

## Especificaciones (Military Monoplane)
Referencia datos: Bristol Aircraft Since 1910

### Características generales
- Tripulación: Dos (instructor y alumno)
- Longitud: 8,9 m (29,3 ft)
- Envergadura: 11,5 m (37,7 ft)
- Superficie alar: 42 m² (452,1 ft²)
- Peso vacío: 440 kg (969,8 lb)
- Peso cargado: 755 kg (1664 lb)
- Planta motriz: 1× motor rotativo de siete cilindros refrigerado por aire Gnome Lambda.
  - Potencia: 60 kW (83 HP; 82 CV)
- Hélices: Bipala de paso fijo

### Rendimiento
- Velocidad máxima operativa (Vno): 105-113 km/h
- Alcance: 5 h
- Tiempo a altitud: 11 min para 914 m (3000 pies)

### Armamento
- Armas de proyectiles: Algunos ejemplares fueron equipados con ametralladoras de 7,92 mm
- Bombas: 

  - 12 ligeras de 4,5 kg

## Aeronaves relacionadas

### Desarrollos relacionados
- Bristol TB.8